# Вітольд Лютославський
Ві́тольд Роман Лютосла́вський (пол. Lutosławski Witold, 25 січня 1913, Варшава — 7 лютого 1994, там само) — польський композитор 20 століття, автор чотирьох симфоній, низки камерно-інструментальних і камерно-вокальних творів.
Чотири рази протягом 1959—1985 років Лютославському присуджували Першу премію Міжнародної трибуни композиторів ЮНЕСКО. Він викладав у музичних центрах різних країн, був членом журі багатьох музичних конкурсів і фестивалів, а також членом академій мистецтв і почесним доктором мистецтвознавства багатьох університетів.

## Родина

Родовий герб Лютославських

Вітольд Лютославський походив із знатної родини, що мали володіння у Дроздові Підляського воєводства. Дід Вітольда, Францішек Діонізій (Franciszek Dionizy, 1830–1891), був новатором у справі сільського господарювання й успішним броварем — його продукція здобувала вищі нагороди на пивних фестивалях. Він мав шестеро синів, усі вони здобули освіту у престижних європейських університетах і домоглися успіху в кар'єрі, зокрема Вінцент Лютославський (Wincenty Lutosławski) був знаним філософом і письменником.
Юзеф Лютославський, (Józef Lutosławski), батько Вітольда, зробив значний вклад у розвиток господарства і культури свого краю, був відомий, як громадсько-політичний діяч. Зокрем, він відомий тим, що разом з братом Мар'яном викрав засекречений текст Брестського миру 1917 року і доставив його до Варшави, за що був арештований більшовиками і замордований у Москві 5 вересня 1918 року.
Мати Вітольда Лютославського, Марія (до шлюбу Ольшевська, Maria Olszewska) закінчила медичний університет у Цюриху.

## Життєвий і творчий шлях
Народився 1913 р. у Варшаві. Дитинство Вітольда проходило у Варшаві, Дроздові, а також у Москві, де в 1915—1918 роках працював його батько. Майбутній композитор ріс в атмосфері домашнього музикування і в 1922 році склав свої перші твори.

### Роки навчання

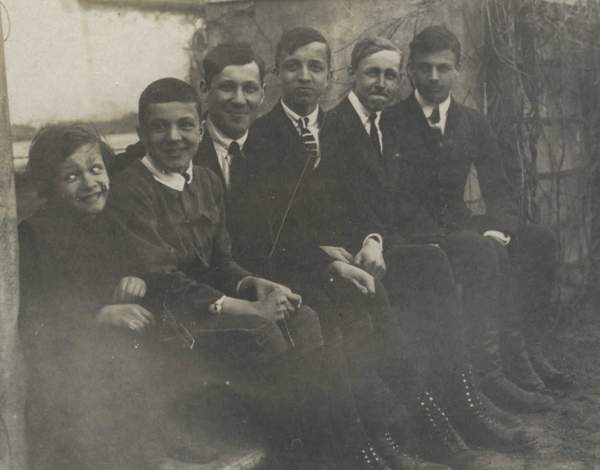
Брати Лютославські, 1915 рік. Вітольд — ліворуч

До 1924 вчився грі на фортепіано у Варшаві, в 1926—1932 — грі на скрипці. В ці роки були створені дві сонати для скрипки і фортепіано (1927). В 1928—1929 відвідував зайняття по теорії музики і сольфеджіо у Варшавській консерваторії, в 1928—1931 брав приватні уроки композиції у видатного музиканта Вітольда Малішевського (Witold Maliszewski), який був також вчителем українського композитора Миколи Миколайовича Вілінського. Під керівництвом Малішевського Лютославський скомпонував «Танок химери» для фортепіано — перший твір, виконаний публічно на консерваторському концерті (1932). Всі ранні твори Лютославського, за винятком фортепіанної сонати (1934) втрачені під час війни.
У 1931—1933 роки вчився на математичному факультеті Варшавського університету. Лютославський знаходив багато спільного між математикою і музикою, зокрема пізніше він відзначав, що як математика так і музика є складними, високоорганізованими абстрактними світами. Світ музики, однак, приваблював Лютославського сильніше і в 1932 знов поступив у Варшавську консерваторію, де вчився як композитор і піаніст (за порадою свого наставника по класу композиції Вітольда Малішевського він покинув навчання на скрипці і переключився на фортепіано).
1936 року Лютославський закінчив Варшавську консерваторію як піаніст, а в 1937 — як композитор в класі професора Вітольда Малішевського. Як дипломну роботу Лютославський представив дві частини з Реквієму для солістів, хору й оркестру: Requiem aeternam і Lacrimosa. Також тривалий час у концертному репертуарі тримались Симфонічні варіації, написані Лютославським на останніх курсах.

### Роки війни

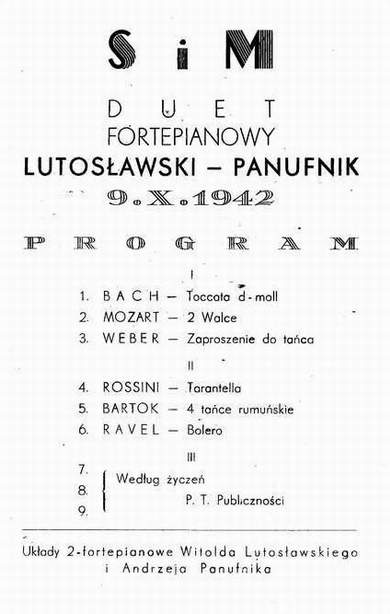
Програма виступу В.Лютославського та А.Пануфника, 1942 рік

Роки Другої світової війни переривають артистичну кар'єру Лютославського. У 1939 він бере участь у воєнних діях як зв'язковий. В умовах окупації Польщі нацистською Німеччиною він змушений підробляти в варшавських кафе як піаніст, іноді в дуеті з Анджеєм Пануфником (Andrzejem Panufnik). Ними було створено близько 200 транскрипцій творів Й. С. Баха, В. А. Моцарта, Ф. Шуберта, Й. Брамса, також в ці роки Лютославський створив у підсумку один з популярніших його творів — Варіації на тему Паганіні. Також в ці роки Лютославський написав чимало пісень для польських солдатів. Під час війни були втрачені майже всі твори Лютославського, написані до 1937 року.

### Повоєнні роки
Після війни Лютославський брав участь у відновленні діяльності Спілки композиторів Польщі. В 1945 році він увійшов до складу правління спілки і назавжди поселився у Варшаві. Роком пізніше одружився з Данутою Богуславською. В 1947 і 1948 представляв Польщу на фестивалях Міжнародного товариства сучасної музики, в Копенгагені і Амстердамі відповідно.
Слід зазначити, що повоєнні роки були важкими для польських митців, що було пов'язано із протекторатом Сталінського режиму. Як і в СРСР, у Польщі у сфері мистецтва був проголошений курс на соцреалізм, що посилився із прийняттям Доктрини Жданова 1948 року. Так, Перша симфонія В. Лютославського (1947) неокласичної стильової спрямованості була оголошена, як «формалістична» і заборонена для виконання. В цих умовах творчість Лютославського відзначалася великою кількістю прикладних творів. У 1951 році Лютославський відвідав СРСР, у 1952 — Східний Берлін.

### Світове визнання
Зі смертю Сталіна (1953) політичний тиск на митців послаблюється і вже «Концерт для оркестру», написаний 1954 року отримав вищу державну нагороду Польщі. Також у 1955 році були відзначені нагородою твори для дітей, які вважаються цінним внеском до педагогічного репертуару.
В. Лютославський багато гастролював — брав участь у фестивалі в Хельсінкі (1955), Зальцбурзі (1956), Страсбурзі (1958), Донауешінґені (1959), працював у журі композиторських конкурсів у Римі та і Льєжі. Твори Лютославського звучали на кожному фестивалі «Варшавська осінь»: в 1956 — «концерт для оркестру», а в 1958 «Траурна музика», яка принесла композиторові світову славу. Цей твір у 1959 році виконувався у Міннеаполісі, Бостоні, Клівленді та інших містах США, а також на Біенналє у Венеції. В тому ж році за «Траурну музику» Лютославський був нагороджений I премією на Міжнародній Трибуні композиторів ЮНЕСКО в Парижі.

### Диригентська діяльність
В 1960-х роках Лютославський розпочав диригентську діяльність. Постійні виступи за диригентським пультом ведуть свій відлік з прем'єри «Трьох поем Анрі Мішо» 1963 року. Диригентська робота Лютославського 1960-х років мала свою особливість — композитор мав навчити оркестрантів грати епізоди ad libitum, що широко зустрічаються в творчості Лютославського, починаючи з «Венеційських ігор» (1961) і пов'язані з винайденою ним новаторською технікою контрольованої алеаторики.
Лютославський приділяв оркестровим репетиціям особливу увагу, вдосконалюючи диригентську техніку, прагнучі глибше осягнути можливості оркестрового виконавства для відкриття нових звучань.

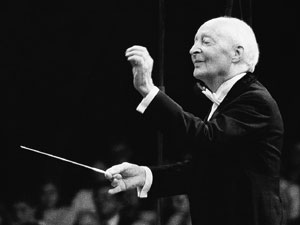
В.Лютославський — диригент, 1991 рік

Як диригент, Лютославський багато гастролював: зокрема «Три поеми Анрі Мішо» він представив у Франції (1964) та Чехословаччині (1965); на фестивалі в Альдебурзі 1965 року він вперше продиригував «Paroles tissées». У 1969 він здійснив турне по Нідерландах, Норвегії і Австрії, де диригував власними творами.
В 1970-ті роки Лютославський все більше концертує із власними творами з оркестрами Лос-Анжелеса, Сан-Франциско, Лондону, Парижу, Симфонічним оркестр BBC та Польського радіо (сучасний NOSPR). В 1978 році здійснив перше концертне турне в СРСР (Москва, Ленінград), a в 1988 до Ізраїля. Брав участь у фестивалях, що присвячувались його власній творчості, зокрема у 1987 році у Швеції. Твори, що звучали на цих фестивалях презентували Лютославського як творця, що постійно розвиває свою музичну мову. Так, фестиваль у Стокгольмі охопив широкий спектр творів від ранніх Варіацій на тему Паганіні до виконуваного вперше «Ланцюг ІІІ».

### Викладацька діяльність
З 1960-ті роки Лютославський також розпочав викладацьку діяльність. В 1962 році він провів 8-тижневий композиторський курс у Беркширському музичному центрі (Массачусетс). Перебуваючи в США, відвідав провідні музичні заклади в Лос-Анжелесі, Сан-Франциско, Міннеаполісі, познайомившись з видатними музикантами, такими як Едгар Варез та Мільтон Беббіт. В 1963 і 1964 роках викладав у Літній музичній школі в Дарлінгтоні (Англія).
В 1963 р. Радіо BBC представило доклад Лютославського «Що таке музика» (пол. Czy to jest muzyka?), в якому композитор представив основні проблеми музики 20 століття, що стосуються рівнотемперованої 12-тонової системи, а також пошуку нових звучань та розширення музичного інструментарію. В тому ж році в Загребі зробив доклад про сучасну польські композиторські школи.
В 1965 викладав у Стокгольмі техніку алеаторичного контрапункту, в 1966 році проводив університетські семінари в Техасі, a в 1968 виступав з докладами у Лондоні та проводив чотирьохтижневий майстер-клас у Данії.
Лютославський ніколи не працював постійно в жодному із закладів. Його лекції обмежувались поодинокими виступами або короткими курсами, в яких він викладав свій композиторський досвід. В 1970-х і 1980-х роках він ще більшою мірою обмежив свою викладацьку діяльність, приймаючи запрошення тільки на заходи, присвячені його власній творчості. В той же час все більше уваги приділяв диригентській діяльності.

### Організаторська діяльність та нагороди

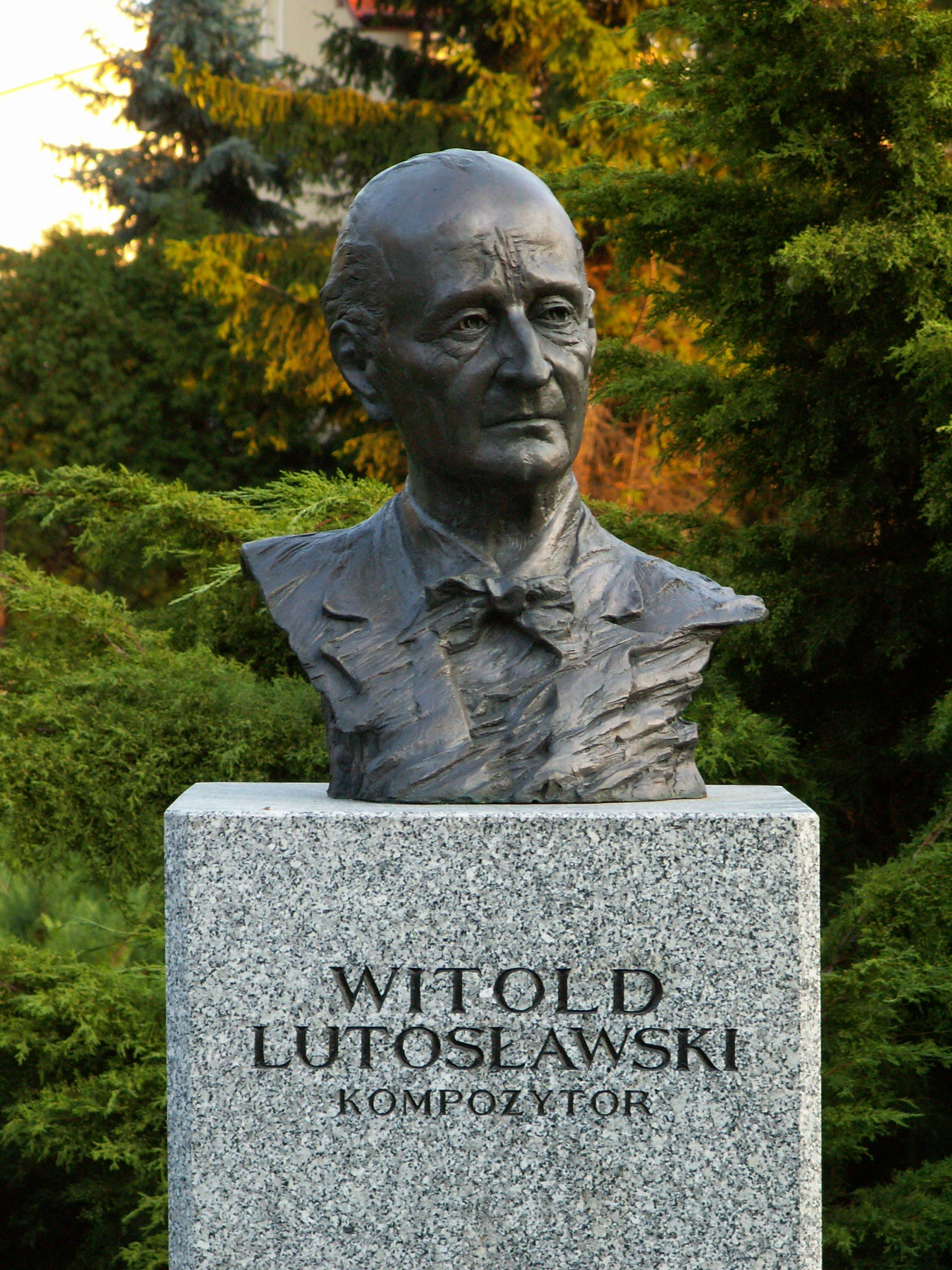
Погруддя Лютославського на Алеї слави в Кельцях

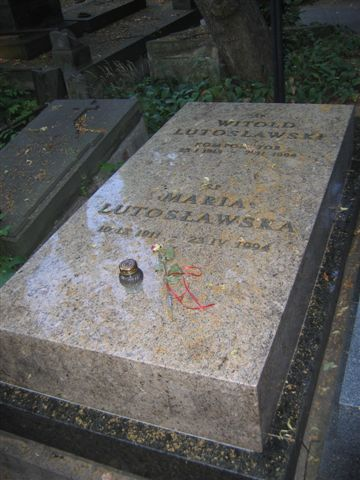
Пам'ятник Лютославському та його дружині Дануті на Повонзківському цвинтарі у Варшаві

Лютославський брав активну участь у складних починаннях польської музичної культури. Він виконував важливі функції у Спілці композиторів Польщі (ZKP): в 1945—1946 роках був його секретарем і скарбником, 1946—1947 скарбником, 1947—1948 членом правління, 1975—1979 віце-президентом, 1979—1985 членом правління, 1985—1993 членом президії. В 1959—1960 і 1963—1966 роках був головою Кваліфікаційної комісії ZKP. Був членом міжнародної музичної ради при ЮНЕСКО. З 1960-х років — голова Програмної ради Державного музичного видавництва і Редакційного комітету Польської музичної енциклопедії PWM. PWM було першим і до 1968 року єдиним видавцем творів Лютославського; 1968 року твори Лютославського видає також Chester.
Лютославський брав участь у роботі репертуарної комісії Міжнародного фестивалю «Варшавська осінь» (Warszawska Jesień). На конгресі Польської культури у грудні 1981 року виступив з доповіддю про ситуацію митця в епоху так званого соцреалізму. В 1989 року увійшов до складу Громадського комітету під головуванням Леха Валенси, a в 1990 — до складу Польської Ради культури.
Творчий авторитет Лютославського визнаний мистецькими закладами багатьох країн світу. В 1969 році Лютославський став почесним членом Міжнародного товариства сучасної музики (SIMC), членом якого він був з 1959 а у 1960—1965 — віце-президентом. Отримав багато нагород у Польщі та за кордоном, багато польських, англійських та американських університетів надали йому титул доктора honoris causa. З 1990 року проводиться Міжнародний конкурс його імені, організований Національною філармонією у Варшаві. Ім'я Вітольда Лютославського носить Вроцлавська філармонія.

### Останні роки
В 1993 році Лютославський активно гастролював, зокрема у США, Канаді та Японії. До останніх днів інтенсивно творив, залишивши незакінченим скрипковий концерт. Незадовго до смерті нагороджений Орденом Білого Орла — вищою нагородою Польщі (другим після Папи Івана Павла ІІ з часів падіння комуністичного режиму). Помер 7 лютого 1994 у Варшаві, був кремований, похований на Повонзківському цвинтарі 16 лютого 1994 року.

## Характеристика творчості

### Ранні твори
Раннім творам Лютославського властиве звернення до польського фольклору, що проявляється у гармонічному та мелодичному відношеннях. Проте Лютославський рідко вдається до цитування, фольклорні мотиви трансформуються і можуть бути виявлені лише при детальному аналізі. До таких творів належать «Танцювальні прелюдії», «Маленька сюїта» для камерного оркестру, 1950; «Силезький триптих» для сопрано з оркестром на народні слова, 1951; «Буколікі» для фортепіано, 1952 та, особливо яскраво — Концерт для оркестру. Ці твори можна порівняти з фольклорним напрямком у творчості І. Стравінського та Б. Бартока. Також раннім творам властиві риси французького міжвоєнного неокласицизму.
Симфонічним творам цього періоду властива віртуозна оркестровка, значна кількість контрастів, відсутність симетричних і регулярних структур (нерівна довжина фраз, рвана ритміка), принцип конструювання великої форми по моделі оповідання з відносно нейтральною експозицією, захоплюючими поворотами в розгортанні сюжету, нагнітанням напруженості і ефектною розв'язкою.

### Риси зрілого стилю
«Відлига» 1950-х років відкрила польським митцям можливості стилістичних пошуків. Лютославський, подібно багатьом його колегам, захоплюється додекафонією — в цій манері написана «траурна музика» пам'яті Бартока для струнного оркестру (1958). Тим же періодом датовані «п'ять пісень на вірші Казимєри Іллакович» для жіночого голосу з фортепіано (1957). Музика пісень примітна широким використанням дванадцятитонових акордів, причому вже не в додекафонно-серійному контексті, а на правах самостійних структурних одиниць, кожна з яких наділена неповторно своєрідною якістю звучання. Пізніше такі структури відіграватимуть важливу роль у всій пізнішій творчості композитора.
З розвитком композиторської техніки, композитор відходить від фольклорної та неокласичної стилістики. За визнанням композитор «[ті дні] я не міг компонувати як хотів, і тому компонував як міг». Слід зазначити, що на відміну від багатьох композиторів другої половини 20 століття, Лютославський уникав властивих постмодернові стилістичних алюзій чи цитувань. Також В.Лютославський не залишив жодного електронного твору, обмежившись виключно традиційними оркестровими інструментами.

#### Контрольована алеаторика
Вітольд Лютославський вважається розробником принципово нової композиторської техніки, яка отримала назву контрольованої алеаторики. Початком нового етапу творчості Лютославського вважають «Венеційські ігри» для камерного оркестру, в яких Лютославський уперше випробував новий метод побудови оркестрової фактури, при якому різні інструментальні партії синхронізовані не повністю. Цей різновид ансамблевої алеаторики, що не впливає на форму твору в цілому, іноді йменують «алеаторичним контрапунктом». У більшості партитур Лютославського, починаючи з «венеційських ігор», епізоди, що виконують у строгому ритмі (a battuta, тобто «під паличку»), чергуються з епізодами в алеаторичному контрапункті (ad libitum — «по бажанню»); при цьому фрагменти ad libitum часто асоціюються зі статикою й інертністю, народжуючи образи заціпеніння, руйнування або хаосу, а розділи a battuta — з активним поступальним розвитком.

Третя симфонія, фрагмент партитури (1983)

Алеаторичний стиль Лютославського яскраво ілюструє поданий фрагмент Третьої симфонії. Духові інструменти (нотовані вгорі), грають дану їм коротку музичну фразу упродовж часу, позначеного хвилястою лінією. Дана фраза грається багато разів, при цьому кожен з інструментів грає у своєму власному ритмі, не скоординованому з ритмом інших інструментів. Це створює атмосферичне звучання з туманним відчуттям ритму й мелодії.
На цьому фоні диригент показує чотири долі струнним інструментам (нотовані внизу), на кожну долю (позначена стрілками) скрипки, потім альти, потім віолончелі і потім контрапбаси включаються з нисхідними мотивами, які також виконуються несинхронізовано. Фрагменти, де кожен з музикантів грає вільно (при цьому його свобода «обмежена» характером мелодичних фігур, а тривалість «контролюється» диригентом, звідки й термін) чергуються з фрагментами цілковитої синхронізації.

#### Музична форма
Хоча по загальному композиційному задуму твори Лютославського досить різноманітні (у кожній черговій партитурі він прагнув вирішувати нові завдання), переважне місце в його зрілій творчості зайняла двочастинна композиційна схема, уперше випробувана в Струнному квартеті (1964): перша фрагментарна частина, менша за обсягом, служить розгорнутим вступом до другим, насиченим цілеспрямованим рухом, кульмінаційна крапка якого досягається незадовго до кінця твору. Частини Струнного квартету, відповідно до їхньої драматургічної функції, названі «introductory Movement» («вступна частина») і «Main Movement» («головна частина»). У більшому масштабі та ж схема реалізована в Другій симфонії (1967), де перша частина озаглавлена «He'sitant» («коливаючись» — Франц.), а друга — «Direct» («прямолінійно» — Франц.).
На модифікованих або ускладнених варіантах тієї ж схеми засновані «книга для оркестру» (1968; ця «книга» складається із трьох невеликих «глав», відділених друг від друга короткими інтерлюдіями, і великими, насиченими подіями фінальної «глави»), Концерт для віолончелі з оркестром (1970), Третя симфонія (1983). У самому тривалому за часом звучання (близько 40 хвилин) опусі Лютославського — «прелюдіях і фузі» для тринадцяти солюючих струнних (1972) — функцію вступної частини виконує ланцюжок з восьми різнохарактерних прелюдій, тоді як функцію головної частини — енергійно, що розгортається фуга. Двочастинна схема, що варіюється з невичерпною винахідливістю, стала свого роду матрицею для багатими різноманітними перипетіями інструментальних «драм» Лютославського.

#### Гармонічна мова
Зріла гармонічна мова Лютославського глибоко індивідуальна й ґрунтується на філігранній роботі з 12-тоновими комплексами й вичленованими з них конструктивними інтервалами й співзвуччями. Починаючи з Концерту для віолончелі в музиці Лютославського зростає роль протяжних, експресивних мелодійних ліній, пізніше в ній підсилюються елементи гротеску й гумору («новелетта» для оркестру, 1979; фінал Подвійного концерту для гобоя, арфи й камерного оркестру, 1980; вокальний цикл «піснеквіти й піснеказки» для сопрано з оркестром, 1990).
Гармонічне і мелодичне письмо Лютославського виключає класичні тональні співвідношення, але допускає елементи тональної централізації. Деякі пізні великі опуси Лютославського асоціюються з жанровими моделями інструментальної музики романтизму; так, у Третій симфонії — наймасштабнішої із всіх оркестрових партитур композитора, повної драматизму, багатої контрастами,- оригінально перетворений принцип монументальної одночастинної монотематичної композиції, а Концерт для фортепіано з оркестром (1988) продовжує лінію блискучого романтичного піанізму «великого стилю».

### Пізні оркестрові та вокальні твори
До пізнього періоду відносяться й три твори під загальною назвою «ланцюги». В «ланцюги-1» (для 14 інструментів, 1983) і «ланцюги-3» (для оркестру, 1986) істотну роль грає принцип «зчеплення» (часткового накладення) коротких розділів, що розрізняються по фактурі, тембровим і мелодико-гармонійним характеристикам (аналогічним образом зв'язуються один з одним прелюдії із циклу «прелюдії і фуга»). З точки зору форми менш незвичайна «ланцюг-2» (1985), власне кажучи, чотиричастинний скрипковий концерт (вступ і три частини, що чергуються за традиційною схемою «швидко — повільно — швидко»),- рідкий випадок, коли Лютославський відмовляється від своєї улюбленої двочастинної схеми.
Особливу лінію в зрілій творчості композитора представляють великі вокальні опуси: «три поеми Анрі Мішо» для хору й оркестру, керованих різними диригентами (1963), «вишиті слова» в 4 частинах для тенора й камерного оркестру (1965), «простори сну» для баритона й оркестру (1975) і вже згаданий де'вятичастинний цикл «піснеквіти й піснеказки». Всі вони створені на французькі сюрреалістичні вірші (автор тексту «вишитих слів» Жан-Франсуа Шабрен, а два останніх твори написані на слова Робера Десноса). Лютославський змолоду проявляв особливу симпатію до французької мови й французької культури, а його художницькому світогляду була близька характерна для сюрреалізму багатозначність і невловність змістів.

Автограф В.Лютославського

## Огляд виконавців та дискографії

В.Лютославський та Анне Софі Муттер на обкладинці диску

Музика Лютославського відрізняється концертним блиском, у ній яскраво виражений елемент віртуозності. З композитором охоче співробітничали видатні артисти. Серед перших інтерпретаторів його творів — Пітер Пірс («вишиті слова»), «ласаль-квартет» (Струнний квартет), Мстислав Ростропович (Концерт для віолончелі з оркестром), Хайнц й Урсула Холлігер (Подвійний концерт для гобоя й арфи з камерним оркестром), Дитріх Фішер-Діскау («простори сну»), Георг Шолті (Третя симфонія), Пінхас Цукерман (Партита для скрипки й фортепіано, 1984), Анне-Софі Муттер («цепь-2» для скрипки з оркестром), Крістіан Цимерман (Концерт для фортепіано з оркестром), норвезька співачка Сольвейґ Крингельборн («піснеквіти й піснеказки»). Сам Лютославський мав неабиякий диригентський дар і часто виступав і записувався з оркестрами різних країн.
В сучасній дискографії Лютославського значне місце займають авторські записи. Зокрема це — подвійні альбоми — «The Essential Lutoslawski» — (Philips Duo 464 043) та «Lutoslawski» (EMI Double Forte 573833-2), випущені фірмами «Philips» и «EMI», що зібрали його оркестрові та вокально-оркестрові твори. Також автор диригує у записах Концерту для віолончелі с оркестром (EMI 7 49304-2, соліст — Мстислав Ростропович), Концерту для фортепіано з оркестром (Deutsche Grammophon 431 664-2, соліст Кристіан Цимерман) і скрипкового концерту «Ланцюг-2» (Deutsche Grammophon 445 576-2, солістка — Анне-Софі Муттер).
З 1995 року фірма «Naxos» почала записувати повне зібрання творів Лютославського, у більшість оркестрових записів здійснив Національний оркестр польського радіо (м. Катовиці). Фірма «Sony», випустила на двох дисках (SK 66280 и SK 67189) симфонії № 2-4, а також Концерт для фортепіано, «Простори сну», «Песнеквіти і піснеказки».

## Твори

### Для оркестру
- Симфонії:
  - Симфонія № 1 (1941-7)
  - Симфонія № 2 (1965-7)
  - Симфонія № 3 (1981—1983)
  - Симфонія № 4 (1988—1992)
- Симфонічні варіації (1936-8)
- Увертюра для струнних (1949)
- Маленька сюїта для камерного оркестру (1950)
- Концерт для оркестру (1950—1954)
- Траурна музика (Muzyka żałobna), для камерного оркестру (1954—1958)
- Три постлюдії для оркестру (1958—1963)
- «Jeux vénitiens» (Венеційські ігри) для камерного оркестру (1960—1961)
- «Livre pour orchestre» (книга для оркестру, 1968)
- Прелюдії і фуга для 13 струнних соло (1970—1972)
- Mi-Parti (1975—1976)
- Новелетта (1978—1979)
- Ланцюг I, для камерного ансамблю (1983)
- Фанфари Луїсвілля, для духових і ударних (1985)
- Ланцюг III, для оркестру (1986)
- Slides, для камерного ансамблю (1988)
- Прелюдія для G.M.S.D. для оркестру (1989)
- Інтерлюдія для оркестру (1989)

### Для інструментів з оркестром
- Варіації на тему Паганіні, для фортепіано з оркестром (1978, див. нижче)
- Танцювальні прелюдії для кларнету та камерного оркестру (1955, див. нижче)
- Концерт для віолончелі з оркестром (1969—1970)
- Grave, метаморфози для віолончелі та струнного оркестру (1981)
- Подвійний концерт для гобою, арфи та камерного оркестру (1979—1980)
- «Ланцюг II» діалог для скрипки з оркестром (1984-5)
- Партита для скрипки з оркестром (1988)
- Концерт для фортепіано з оркестром (1987—1988)

### Вокальні твори
- Lacrimosa для сопрано або мішаного хору з оркестром (1937 — фрагмент з Реквієму)
- Пісні підземної битви (Pieśni walki podziemnej) для голосу з фортепіано (1942-4)
- 20 польських різдвяних колядок (Dwadzieście kolęd), для голосу з фортепіано (1946, оркестровка 1984-89)
- Силезький триптих (Tryptyk Śląski) для сопрано з оркестром (1951)
- Дитячі пісні для голосу та фортепіано (1953, оркестрова версія 1954)
- П'ять пісень для сопрано та фортепіано (1957, оркестрова версія 1958)
- Три поеми Анрі Мішо, для хору з оркестром (1961—1963)
- «Paroles tissées» («Вишиті слова»), для тенора та камерного оркестру (1965)
- «Les Espaces du Sommeil» (Простори сну), для баритону з оркестром (1975)
- «Chantefleurs et Chantefables» («Піснеквіти і піснеказки»), для сопрано з оркестром (1989—1990)

### Камерно-інструментальні твори
- Соната для фортепіано (1934)
- Варіації на тему Паганіні (1941, див. вище)
- «Melodie Ludowe» («Народні мелодії»), 12 easy pieces для фортепіано(1945)
- «Танцювальні прелюдії», для кларнету та фортепіано (1954)
- «Танцювальні прелюдії», для дев'яти інструментів (1959, див. вище)
- Струнний квартет (1964)
- «Епітафія» для гобою та фортепіано (1979)
- «Grave» метаморфози для віолончелі та фортепіано (1981, див. вище)
- «Міні-увертюра», для квінтету мідних (1982)
- Партита, для скрипки та фортепіано (1984, див. вище)
- Subito, для скрипки та фортепіано (1991)

### Музика з кінофільмів
- Suita Warszawska (Варшавська сюїта), 35 мм документальний фільм (1946)

## Музичні приклади
- Lacrimosaⓘ, 1937
- Венеційські ігри,ⓘ, частина 1, 1961
- Варіації на тему Паганініⓘ, версія для фортепіано з оркестром, початковий фрагмент, 1978
- Симфонія №3ⓘ, початок, 1983
- Симфонія №4ⓘ, фрагмент, 1988–1992